# Gabriel Silva (ciclista)
Gabriel Machado da Silva (nascido em 6 de maio de 1997 em Chapecó) é um ciclista brasileiro.

## Biografia
Nascida em Chapecó, Gabriel Silva não começa a competição ciclista até 2014, nas fileiras de uma equipa da sua cidade natal. Para a sua segunda temporada em 2015, torna-se campeão do Brasil em pista da corrida por pontos juniores.
Em 2016, distingue-se no calendário brasileiro tomando sobretudo o terceiro lugar do Tour de Santa Catarina. No mês de agosto, apanha a equipa continental profissional Funvic Soul Cycles-Carrefour, como stagiaire. Participa assim a duas competições da UCI Asia Tour na China, o Tour de Hainan e o Tour do Lago Taihu. Durante esta última, mostra-se a sua vantagem terminando décimo sexto da classificação geral e segundo da classificação dos jovens.
Em 2017, ele integra como membro de parte inteira esta formação a partir de agora denominada Soul Brasil. A revelação de três controles positivos em seu efectivo (João Gaspar, Kléber Ramos e Ramiro Rincón), em menos de dois meses, treina não obstante a suspensão de todas competições internacionais para a formação até 12 de fevereiro. No mês de março, impõe-se no Desafio Serra do Rio do Rastro, antes de fazer parte dos oito corredores da equipa seleccionada para participar na Volta à Catalunha, do nível World Tour. Experimentando dificuldades a seguir o pelotão, abandona durante a terceira etapa, assim como dois dos seus colegas de equipa. No seu regresso ao Brasil, consegue a segunda etapa da Volta a Goiás e endossa provisionalmente o maillot de líder.
No mês de março de 2018, Gabriel Silva assina a favor do clube basco Grupo Eulen. Para os seus começos em Espanha, mostra-se rapidamente eficiente, em particular nas provas do Torneio Lehendakari, reservado aos corredores de menos de 23 anos. Termina assim terceiro da Laukizko Udala Saria e da Subida a Gorla, quinto do Circuito de Pascuas e sétimo da Goierriko Itzulia, o que permite tomar provisionalmente a cabeça desta classificação. Sempre em primavera, obtém novos lugares de honra : quinto da Prova Loinaz, sexta do Memorial Aitor Bugallo e da Subida a Urraki, nona do Prêmio Primavera. De regresso a casa, participa nos campeonatos do Brasil, onde se classifica terceiro do contrarrelógio e do Ciclismo em estrada, na categoria de menos de 23 anos. Pouco tempo depois, consegue duas etapas depois a classificação geral da Volta Ciclística Internacional de Guarulhos, prova por etapas disputadas no Estado de São Paulo

## Palmarés em estrada
- 2016
  - 3.º da Tour de Santa Catarina
- 2017
  - 2.º do campeonato do Brasil da contrarrelógio esperanças
  - 3.º do campeonato do Brasil em estrada esperanças
- 2018
  - 3.º da Laukizko Udala Saria
  - 3.º da Subida a Gorla
  - 3.º do campeonato do Brasil da contrarrelógio esperanças
  - 3.º do campeonato do Brasil em estrada esperanças

### Classificações mundiais
| Ano              | 2017   |
| UCI America Tour | 372.º. |

## Palmarés em pista

### Campeonato do Brasil
- 2015
  -  Campeão do Brasil da corrida por pontos juniores